# 鱼峰山马鞍山石刻
鱼峰山马鞍山石刻，位于中国广西壮族自治区柳州市鱼峰山、马鞍山，为一个省级文物保护单位，类型为石刻，为第二批广西壮族自治区文物保护单位，公布时间为1981年8月25日。
鱼峰山马鞍山石刻的历史年代为宋～清。